# Фонд Аль-Фатіха

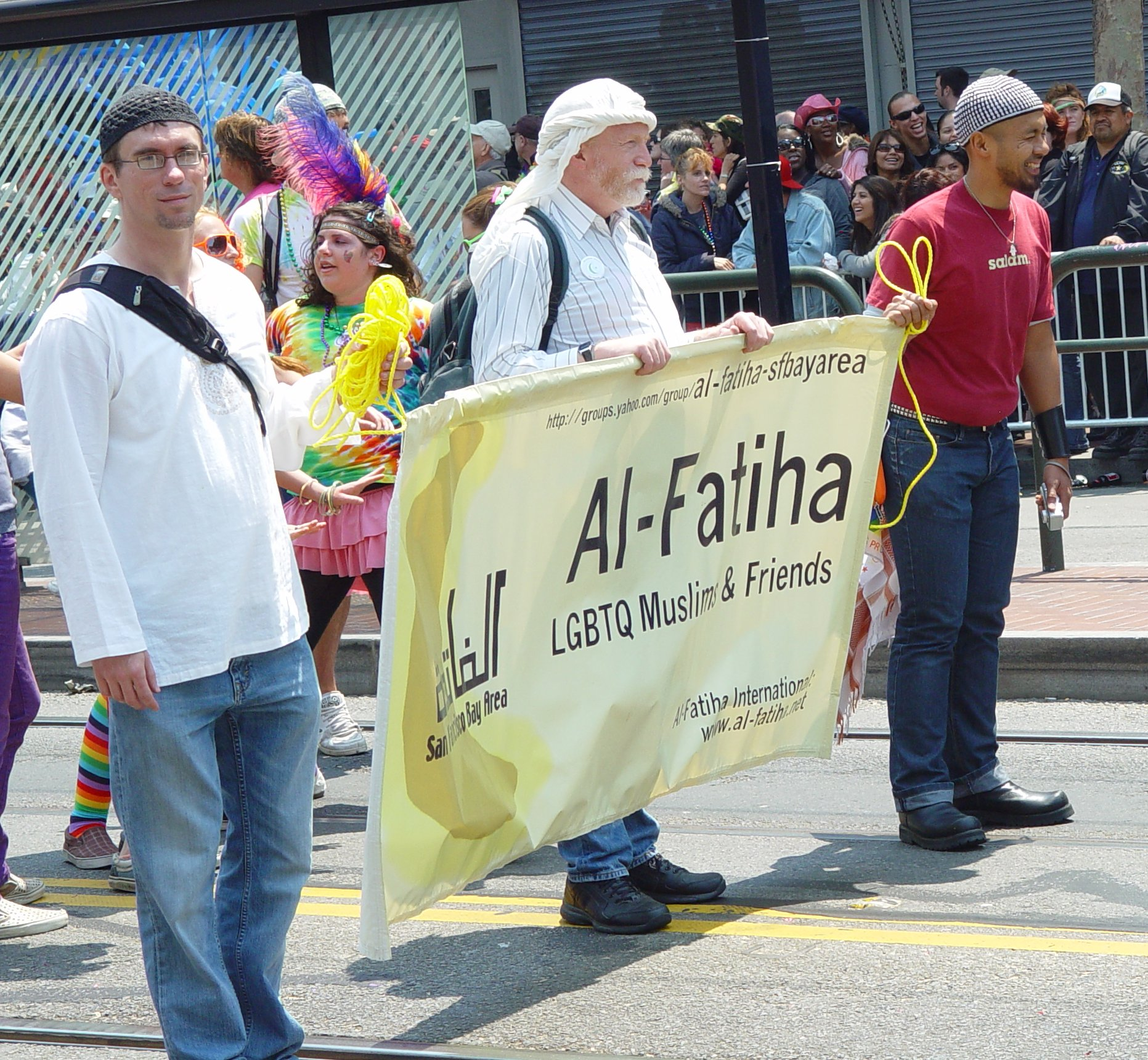
Члени «Аль-Фатіха» на гей-прайді в Сан-Франциско 2008 року

Фонд Аль-Фатіха (англ. Al-Fatiha Foundation) — міжнародна мусульманська ЛГБТ-організація, створена в 1998 році Фейсалом Аламом (англ. Faisal Alam) — американцем пакистанського походження. Назва організації походить від першої сури Корану. Пізніше були утворені також і інші незалежні мусульманські ЛГБТ-групи в Північній Америці і Європі. У січні 1999 року організація отримала свою офіційну реєстрацію в США, але 2011 року, після відходу Алама від керівництва, була розпущена.
У 1999 році відбулася перша конференція організації, на яку прибули близько 60 учасників під псевдонімами.
«Аль-Фатіха» діяла в багатьох країнах світу. У США представництва працювали в семи містах (Атланта, Лос-Анджелес, Нью-Йорк, Сан-Дієго, Сан-Франциско, Ванкувер і Вашингтон). Також є представництво в Торонто. Крім того, було кілька дочірніх організацій у Великій Британії (зокрема в Лондоні «Імаан» - Imaan, близько 250 членів), в Канаді («Салаам» - Salaam) , ПАР («Аль-Фітра» - Al-Fitrah). В цілому кількість членів «Аль-Фатіха» і дочірніх організацій становила близько 900 осіб (дані на 2002 рік).
У 2001 році заборонена екстремістська ісламістська організація Al-Muhajiroun винесла фетву про те, що члени «Аль-Фатіха» є відступниками, і засудила їх до смерті.
Фейсал Алам був президентом фонду протягом 6 років і в 2004 році зняв з себе повноваження. У 2011 році він і інші відомі ЛГБТ-мусульмани отримали запрошення від Національного союзу геїв і лесбійок сформувати робочу групу, яка буде підтримувати і захищати права гомосексуальних мусульман. В результаті в січні 2013 року був заснований «Мусульманський альянс за статеве та гендерне розмаїття» (MASGD).